# Gruzija pod arapskom vlašću
Gruzija po arapskom vlašću odnosi se na razdoblje kad je cjelokupan teritorij zemlje bio pod političkom dominacijom arapskih vladara, od prvih arapskih upada sredinom 7. stoljeća do konačnog sloma Tbiliskog emirata od strane kralja Davida IV. 1122. godine. Ovo se razdoblje na gruzijskom naziva Araboba (არაბობა).
U usporedbi s drugim područjima koje su podnijela arapska osvajanja, gruzijska kultura, pa čak i politička struktura, nije bila toliko pogođena arapskom prisutnošću. Učestale invazije i vojne kampanje Arapa devastirale su Gruziju u nekoliko navrata, a kalifi su zadržavali vlast nad velikim dijelovima zemlje i vršili utjecaj na unutrašnju dinamiku moći tijekom čitavog razdoblja.
Povijest arapske vladavine u Gruziji može se podijeliti u tri razdoblja:
- od prve pojave arapskih vojski (oko 645.) do formiranja Tbiliskog emirata 736. godine. Tih godina progresivno je instalirana politička kontrola nad Gruzijskim zemljama od strane Omejidskog Kalifata.
- od 736. do 853., kada je Abasidski Kalifat Bagdada uništio Tbilisi kako bi ugušio pobunu lokalnih emira, završava period dominacije emirata nad istočnom Gruzijom.
- od 853. do 2. polovice 11. stoljeća, kada je Veliko seldžučko carstvo zamijenilo Arape kao glavnu snagu na Bliskom istoku. Prije toga, moć Tbiliskog emirata je već opala u odnosu na nezavisne gruzijske države. Međutim, Tbilisi je ostao pod Arapski vlašću do 1122. godine.

## Prva osvajanja (645. – 736.)
U prvim desetljećima 7. stoljeća, većina današnje Gruzije bila pod nadležnošću Kneževine Iberije. Ova država, kao i njene prethodnice, bila je pod patronatom bizantskog i Sasanidskog Carstva, koje su joj jamčile postojanje kao nezavisnoj državi. Odanost carstvima se podrazumjevala, ali se situacija promijenila 626. godine, kada je bizantski car Heraklije napao Tbilisi i postavio kao vladara princa Adarnaza I. iz pro-bizantske hosroidske dinastije. Bizantski utjecaj tad postaje dominantan. Od sljedećeg desetljeća, međutim, muslimanska osvajanja remete ravnotežu na Bliskom istoku.
Prvi arapski upadi u današnjoj Gruziji dogodili su se otprilike između 642. i 645. godine, tijekom osvajanja Perzije. Uskoro se pretvorila u invaziju širokih razmjera, a Tbilisi je zauzet u 645. godine. Vladajući knez Stjepan II. morao je priznati sizerenski status Rašidunskom Kalifatu. Regija je i dalje ostala marginalna u očima kalifata, i iako je službeno integrirana u novostvorenu pokrajinu Armīniya, lokalni vladari zadržali su isprva što više autonomije kako bi što više uživali pod bizantskim i sasanidskim protektoratom.
Kalifat je bio vrlo politički nestabilan u svojim prvim desetljećima, te još nije razvio sustav administracije koji bi bio u stanju zadržati svoja brojna osvajanja pod kontrolom. Arapska moć nad regijom očitovala se u tome što su područja pod upravom plaćala poreze, vazalne države su plaćale danak, a nevjernici porez pod imenom džizja (jizya). Plaćanje je simboliziralo pokornost islamskoj državi, ali je također za kršćane na Kavkazu bio način da se izbjegnu invazije, ili kaznene ekspedicije koje su provodili Arapi protiv onih koji ih nisu plaćali. U Iberiji, kao i u Armeniji, bile su učestale pobune protiv plaćanja danka, tj. svaki put kada su lokalno plemstvo i vladajući knezovi osjetili unutarnje slabljenje kalifata. Najzjačajniji od tih ustanaka, koji je obuhvaćao cijeli Kavkaz, dogodio se 681. – 682. godine, a u Gruziji ga je vodio princ Adarnaz II. Unatoč dvogodišnjem otporu, pobuna je ugušena, Adarnaz II. je ubijen, a na njegovo mjesto su Arapi postavili Guarama II. iz Guaramidske dinastije.
U svojim naporima da dokažu svoju vlast nad Iberijom, Arapi su se morali boriti s još dvjema velikim silama u regiji: Bizantom i Hazarima. Potonji, zajednica polunomadskih turkijskih naroda, vladali su stepama sjeverno od područja Velikog Kavkaza. Oni su već igrali ulogu u kavkaškoj povijesti, kada su početkom 7. stoljeća pomogli Bizantu u borbi protiv Perzije. Kasnije su uspješno zaustavljali muslimansku vojsku u nekoliko ratova, ali i pomogli im ugušiti gruzijski ustanak 682. godine. Gruzijske zemlje trpjele su od sukoba Hazara i Arapa, jer su imali stratešku ulogu kao uporište Arapima u opetovanim borbama, a trpjele su i razorne prodore Hazara preko planina.
Bizant nije odustajao od uspostavljanja vlasti nad Iberijom, pa jačaju svoj nadzor nad crnomorskim obalnim regijama Abhazijom i Lazikom, koje još nisu osvojene od strane Arapa. Oko 685. godine, car Justinijan II. sklopio je primirje s kalifatom, i sporazumili se o zajedničkom posjedovanju Iberije i Armenije. Međutim, arapska pobjeda u bitci kod Sebastopolisa 692. godine, je poremetila ravnotežu i dovela do novog arapskog osvajanja Armenije i njihovog dolaska na Crno more i uništavanja Kraljevstva Lazika (oko 697.) Sada je na snazi novi status quo, mnogo povoljniji za Arape.

## Tbiliski emirat (736. – 853.)
Oko 730. godine, dva čimbenika su dovela do promjene u omejidske politike prema Gruziji. Prvo, te godine, Hazari su uspjeli napasti područje sjeverozapadnog Irana i otišli su sve do Mosula prije nego što je poražen. Države na Kavkazu nisu bile u mogućnosti spriječiti tu invaziju. Osim toga, lokalni kršćanski vladari, kao što su Guaram III. i dalje su u kontaktu s Bizantom i nadaju se njegovoj intervenciji. Ipak, moć Carstva bila je slaba i Arapi su mogli prodrijeti do Carigrada, pa je Bizant bio manja prijetnja od Hazara. U 732. – 733., kalif Hisham ibn Abd al-Malik imenovao je Marvan ibn Muhamada guvernerom Armenije i Azerbajdžana, sa zadatcima da vodi rat protiv Hazara i smirivanje Gruzije.
Kampanja koja je uslijedila bila je razorna za Gruziju. Marvan nije napao samo Kartliju, kao njegovi prethodnici, već je vodio svoju vojsku, nakon povlačenja gruzijskih prinčeva, u zapadni dio zemlje, od Meshetije do Abhazije, gdje se na kraju zaustavio. Prema Kirili Tumanovu, zapadna Gruzija bila je primaran cilj kampanje. Iberski princ stao je na stranu arapskih snaga kako bi otjerao Hazare, koji su opustošili njegovu zemlju. Povlačeći se iz zapadne Gruzije, Marvan je postavio emira u Tbilisiju da vlada Iberijom, a on je okrenuo svoju vojsku protiv Hazara (737. Ova invazija, i njene strahote ostavile su snažan trag u gruzijskom kolektivnom sjećanju.
Međutim, novi emirat morao se boriti s preostalim gruzijskim plemstvom i kneževima. Osim toga, Marvan je postao posljednji omejidski kalif, i nakon njegove smrti građanski rat je zahvatio muslimansku državu. To je još jednom omogućilo kršćanskim Kavkažanima da se obrate za pomoć Bizantu da obnove veliku autonomiju. Ali te nade su uskoro pale u vodu nakon obnove Abasidskog Kalifata u Bagdadu 762. godine. Nova muslimanska država bila je bolje organizirana i više u stanju nametnuti svoju vlast pograničnim područjima. To je demonstrirano u Gruziji 786. godine, kada je kavkaški valija Kuzaima ibn Kazim krvavo potisnuo bunu gruzijskog plemstva. Knez Arčil II. je, među inima, ubijen jer su odbili prijeći na islam.
Od tog trenutka, lokalni odnos snaga između gruzijskog plemstva i Arapa postali su povoljniji za potonje. Obje drevne kneževske dinastije - Guaramidi i Hosroidi su izumrle, čime su emiri Tbilisija stekli veći vlast nad zemljom. Ruralno gospodarstvo biva uništeno od učestalih invazija. Smanjuje se broj stanovnika, jer su ubijeni ili su izbjegli u Bizant. Gradovi su, međutim, napredovali. Osobiti Tbilisi, jer su Abasidi poticali trgovinu među svojim pokrajinama. Korištenje novca (dirhama) za namete, čini ekonomiju mnogo otvorenijom
.
Neka područja, koja se nisu nalazila na glavnim trgovačkim rutama, održala su velik stupanj autonomije u odnosu na arapske vladare, osobito na zapadu Gruzije. Tamo, u Klardžetiju i Meshetiji, u drugoj polovici 8. stoljeća došla je do izražaja plemićka obitelj Bagrationi. Njihovo porijeklo je sporno, ali se sada genaralno tvrdi sa su oni ogranak armenske dinastije Bagrationi, čiji je predak Vasak migrirao u Klardžeti i tamo dobio zemlju. Bagrationi su uspostavili svoju vlast u Tao-Klardžetiji i ubrzo postali suparnici emiratu u kontroli nad gruzijskim zemljama. Za isticanje svojih ovlasti, mogli su se osloniti i na bizantsku intervenciju i na razdor među Arapima. 809. godine, emir Tbilisija, Ismail ibn Šuab, proglasio je neovisnost od kalifata, koji traže pomoć od gruzijskih prinčeva protiv pobune, te Bagrationi pristupaju protiv emira. 813. godine, glava dinastije -  Ašot obnavlja kneževinu Iberiju, ili Kartliju. On je dobio priznanje i od kalifa i Bizanta, koji su mu podarili titulu kuropalat. Ova nova ravnoteža između emirata i nezavisnih Bagrationi zemljalja će se nastaviti tijekom sljedećih desetljeća. Kalif podržava onu stranu koja je manja prijetnja ukupnoj vlasti u tom trenutku. To je omogućilo drugim gruzijskim regijama više autonomije.
833. godine, pod Išak ibn Ismailom, emirat ponovno stječe vlast nad gruzijskim zemljama i nameće svoj autoritet nad mnogim knezovima i prisiljava Bagratione plaćati danak. Nakon Ašotove smrti, područje njegove vladavine podijeljeno je među njegova tri sina, i time postanje više ranjivo.